# Trattato di Chaguaramas
Il trattato di Chaguaramas ha istituito la Comunità e il Mercato Comune Caraibici (CARICOM). Venne firmato il 4 luglio 1973 appunto a Chaguaramas, Trinidad e Tobago.
Una versione aggiornata del trattato venne stipulata nel 2001 includendo alla CARICOM il Mercato e l'Economia Unici (CSME)